# Cuisine coréenne

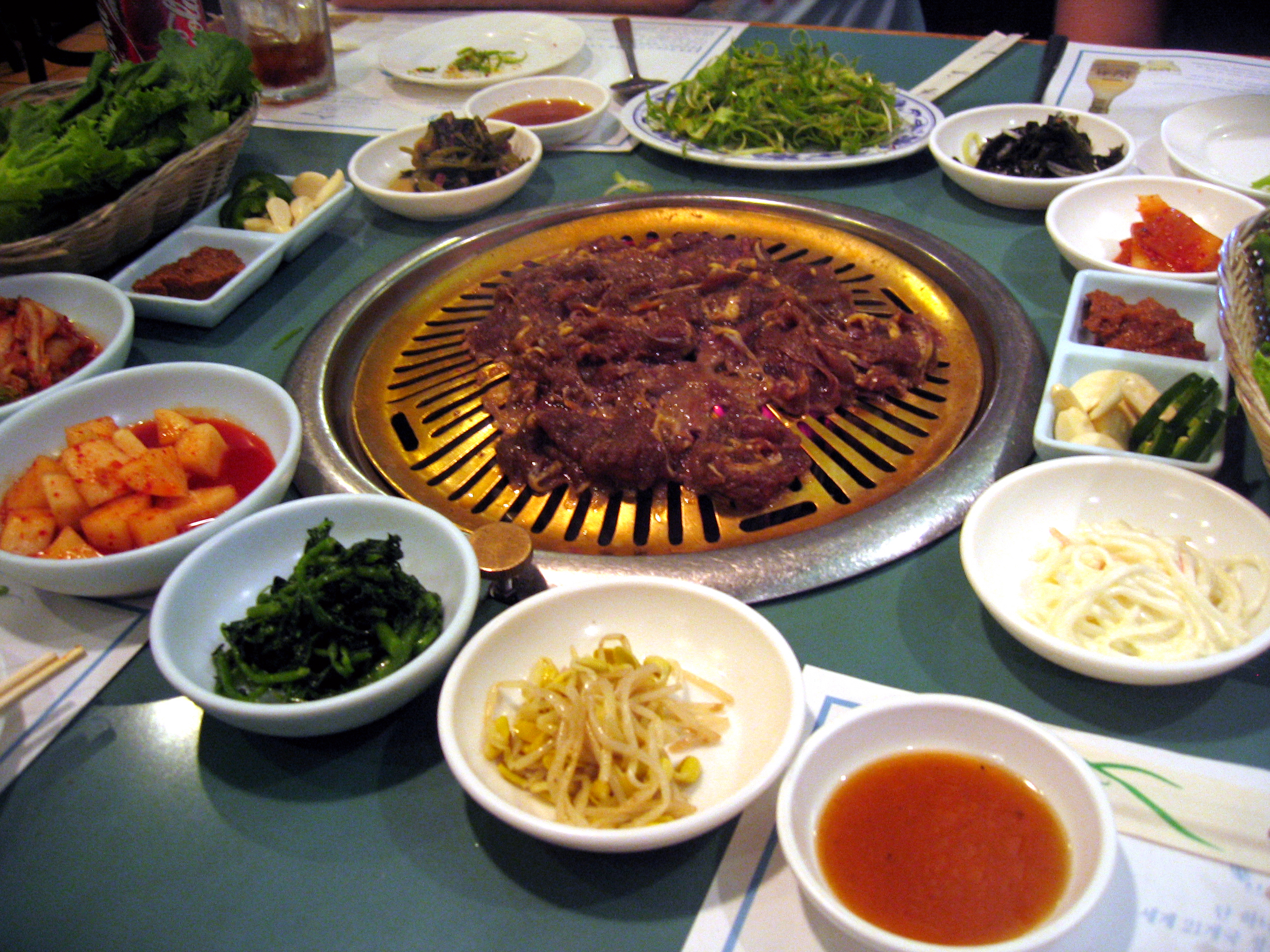
Divers plats coréens.

La Corée est une région reconnue pour la variété et la qualité de sa cuisine. Ses grands classiques ne sauraient éclipser un répertoire d'une grande variété. Cette cuisine se distingue de celles des pays voisins, notamment le Japon et la Chine. Cependant, il est possible de retrouver des parfums assez proches dans la cuisine de la province de Hubei, pourtant relativement éloignée, en Chine. 
La cuisine coréenne utilise beaucoup de piment (notamment dans le kimchi (김치) ou avec le gochujang (고추장)), et le sésame, sous forme d'huile et de graines, y est une quasi constante, de même que l'ail, ainsi qu'une grande variété de légumes, fruits de mer, légumes sauvages, etc. Il existe des différences selon les régions de la péninsule dans la gastronomie coréenne, mais en général la cuisine des régions situées plus au nord est moins épicée que celle des régions situées au sud, notamment en ce qui concerne le kimchi.
Tous les plats et accompagnements se partagent sur la table, le convive disposant généralement d'un bol de riz et d'un autre de soupe « privatifs » pour pouvoir picorer à loisir. Le plat principal peut être servi de façon individuelle, et certains repas peuvent même suivre un enchaînement gastronomique plus classique vu des Occidentaux. Mais l'avantage est de pouvoir alterner les goûts de façon libre et souvent créative.

## Histoire

### Préhistoire
Au cours de la période de la céramique Jeulmun (environ 8000 à 1500 avant notre ère), les sociétés de chasseurs-cueilleurs s'adonnaient à la pêche et à la chasse, et à l'agriculture naissante dans les étapes ultérieures. Depuis le début de la période de la céramique Mumun (1500 avant notre ère), les traditions agricoles ont commencé à se développer avec de nouveaux groupes de migrants provenant du bassin du fleuve Liao en Mandchourie. Pendant la période Mumun, les gens cultivaient le millet, l'orge, le blé, les légumineuses et le riz, et continuaient à chasser et à pêcher. Les vestiges archéologiques indiquent le développement des haricots fermentés au cours de cette période, et les contacts culturels avec les cultures nomades du nord ont facilité la domestication des animaux.

### Période des Trois Royaumes
La période des Trois Royaumes (57 avant J.-C. - 668 après J.-C.) a été marquée par une évolution culturelle rapide. Le royaume de Koguryo (37 avant J.-C. - 668 de notre ère) était situé dans la partie nord de la péninsule, le long d'une grande partie de l'actuelle Mandchourie. Le deuxième royaume, Baekje (18 avant J.-C. - 660 après J.-C.), se trouvait dans la partie sud-ouest de la péninsule, et le troisième, Silla (57 avant J.-C. - 935 après J.-C.), dans la partie sud-est de la péninsule. Chaque région avait son propre ensemble de pratiques culturelles et d'aliments. Par exemple, Baekje était connu pour les aliments froids et les aliments fermentés comme le kimchi. La diffusion du bouddhisme et du confucianisme à travers les échanges culturels avec la Chine au cours du quatrième siècle de notre ère a commencé à modifier les cultures distinctes de la Corée.

### Période Goryeo
Au cours de la dernière période Goryeo, les Mongols ont envahi Goryeo au 13e siècle. Certains aliments traditionnels que l'on trouve aujourd'hui en Corée trouvent leur origine dans cette période. Le plat de boulettes, le mandu, les plats de viande grillée, les plats de nouilles, et l'utilisation d'assaisonnements tels que le poivre noir, ont tous leurs racines dans cette période.

### Période Joseon
Les innovations agricoles ont été importantes et répandues pendant cette période, comme l'invention du pluviomètre au 15e siècle. En 1429, le gouvernement a commencé à publier des livres sur l'agriculture et les techniques agricoles, dont le Nongsa chiksǒl (littéralement « Paroles franches sur l'agriculture »), un livre agricole compilé sous le règne du roi Sejong,.
Une série d'invasions dans la première moitié du Joseon a provoqué un changement dynamique de la culture pendant la seconde moitié de la période. Des groupes d'érudits silhak (« apprentissage pratique ») ont commencé à souligner l'importance de chercher à l'extérieur du pays des innovations et des technologies pour aider à améliorer les systèmes agricoles. Les cultures commercialisées par les Européens du Nouveau Monde ont commencé à apparaître, acquises grâce au commerce avec la Chine, le Japon, l'Europe et les Philippines ; ces cultures comprenaient le maïs, les patates douces, les piments, les tomates, les arachides et les courges. Les pommes de terre et les patates douces étaient particulièrement appréciées car elles poussaient dans des sols et sur des terrains qui n'étaient pas utilisés auparavant.
Le gouvernement a continué à développer l'agriculture grâce à la technologie et à la baisse des impôts. Les systèmes d'irrigation complexes construits par le gouvernement ont permis aux paysans de produire des volumes de récolte plus importants et de produire des cultures non seulement pour la subsistance mais aussi comme cultures de rente. La réduction de la taxation de la paysannerie a également favorisé l'expansion du commerce grâce à l'augmentation des marchés périodiques, qui se tenaient généralement tous les cinq jours. Un millier de marchés de ce type existaient au 19e siècle, et étaient des centres communautaires pour le commerce économique et les divertissements.
La fin de la période Joseon a été marquée par un encouragement constant au commerce avec le monde occidental, la Chine et le Japon. Dans les années 1860, les accords commerciaux poussés par le gouvernement japonais ont conduit la dynastie Joseon à ouvrir ses ports commerciaux avec l'ouest, et à conclure de nombreux traités avec les États-Unis, la Grande-Bretagne, la France et d'autres pays occidentaux.
L'ouverture de la Corée au monde occidental a entraîné de nouveaux échanges culturels et alimentaires. Les missionnaires occidentaux ont introduit de nouveaux ingrédients et plats en Corée. Les élites de Joseon ont été initiées à ces nouveaux aliments par le biais des étrangers qui assistaient à la cour royale en tant que conseillers ou médecins. Cette période a également vu l'introduction de divers assaisonnements importés du Japon par les commerçants occidentaux et de boissons alcoolisées en provenance de Chine.

### De la période coloniale à la période moderne

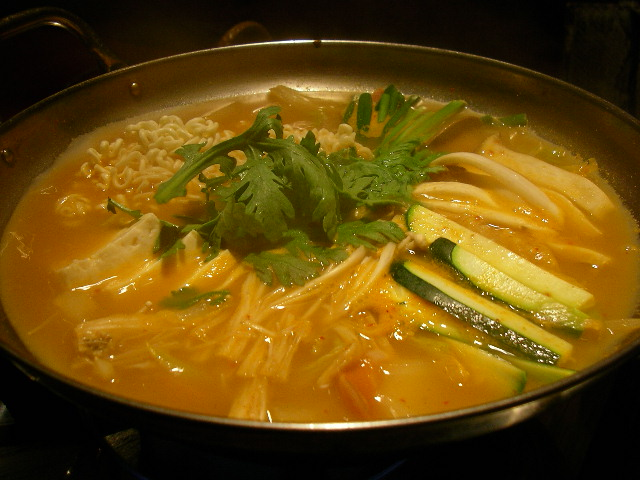
Le budae jjigae, un ragoût épicé originaire de la guerre de Corée.

Le Japon a occupé la péninsule coréenne de 1910 à 1945. Bon nombre de ses systèmes agricoles ont été repris par les Japonais pour soutenir l'approvisionnement alimentaire du pays. Les changements fonciers résultant de l'occupation japonaise comprenaient le regroupement de petites fermes en grandes exploitations, ce qui a permis d'obtenir des rendements plus importants. La production de riz a augmenté pendant cette période pour soutenir les efforts de guerre de l'Empire japonais. De nombreux Coréens, à leur tour, ont augmenté la production d'autres céréales pour leur propre consommation.
Les repas pendant l'occupation japonaise étaient très variés. Les Coréens prenaient généralement deux repas par jour pendant les saisons froides, et trois pendant les saisons chaudes. Pour les classes inférieures, la satiété, plutôt que la qualité, était le plus important. Ceux dont le niveau économique était encore plus faible étaient susceptibles de ne savourer qu'un seul bol de riz blanc par an, tandis que le reste de l'année était consacré à des céréales moins chères, telles que le millet et l'orge. Pour les classes moyennes et supérieures coréennes pendant l'occupation, les choses étaient très différentes. Les aliments occidentaux ont commencé à faire leur apparition dans le régime coréen, comme le pain blanc et les produits de base commerciaux tels que les nouilles précuites. La période d'occupation japonaise a pris fin après la défaite du Japon pendant la Seconde Guerre mondiale.
Le pays est resté dans un état d'agitation pendant la guerre de Corée (1950-1953) et la guerre froide, qui a séparé le pays en Corée du Nord et Corée du Sud. Ces deux périodes ont maintenu les provisions alimentaires limitées pour les Coréens, et le ragoût appelé budae jjigae, qui utilise des viandes bon marché comme la saucisse et le Spam, est né pendant cette période.
À ce moment-là, l'histoire de la Corée du Nord et celle de la Corée du Sud divergent fortement. Dans les années 1960, sous la présidence de Park Chung-hee, l'industrialisation a commencé à donner à la Corée du Sud la puissance économique et culturelle qu'elle détient aujourd'hui dans l'économie mondiale. L'agriculture s'est développée grâce à l'utilisation d'engrais commerciaux et d'équipements agricoles modernes. Dans les années 1970, les pénuries alimentaires ont commencé à diminuer. La consommation d'aliments instantanés et transformés a augmenté, tout comme la qualité générale des aliments. La production de bétail et de produits laitiers a augmenté au cours des années 1970 grâce à la multiplication des laiteries commerciales et des fermes mécanisées. La consommation de viande par habitant était de 3,6 kg en 1961 et de 11 kg en 1979. Cette augmentation de la consommation de viande a entraîné l'essor des restaurants bulgogi, qui ont donné à la classe moyenne de Corée du Sud la possibilité de consommer régulièrement de la viande. La consommation de viande a continué à augmenter, atteignant 40 kg en 1997, la consommation de poisson s'élevant à 49,5 kg en 1998. La consommation de riz a continuellement diminué au cours de ces années, passant de 128 kg consommés par personne en 1985 à 106 kg en 1995 et 83 kg en 2003. La diminution de la consommation de riz s'est accompagnée d'une augmentation de la consommation de pain et de nouilles.

### XXIesiècle
Popularisée par les séries télé, la K-pop et des campagnes coréennes de promotion mondiales de ses traditions culinaires, cette gastronomie séduit les jeunes étrangers, notamment en France, où elle arrive dans les restaurants et les supermarchés,.

## Principaux ingrédients

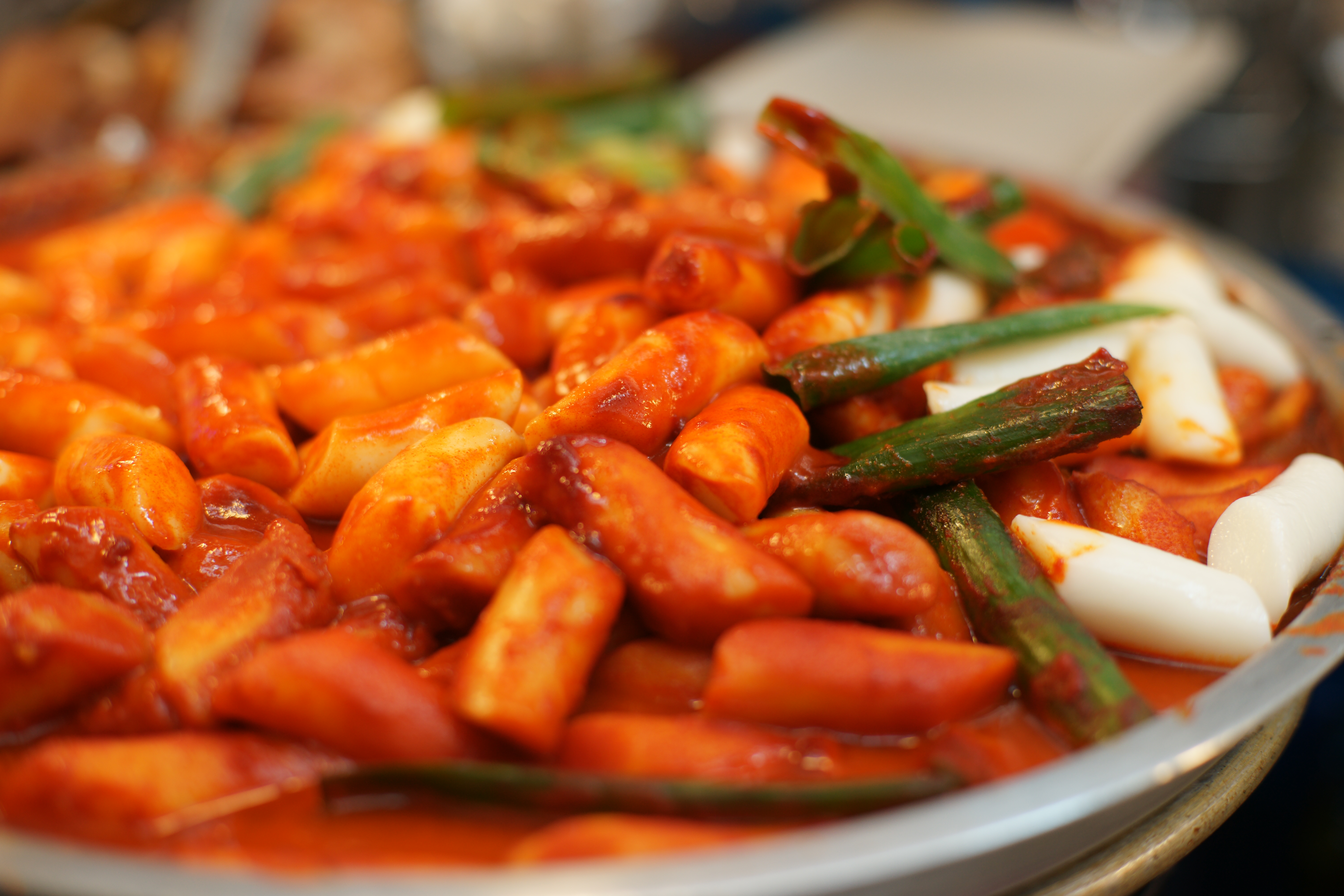
Tteokbokki.

Les principaux ingrédients comptent les féculents, les assaisonnements et les sources de protéines.
Les féculents les plus courants sont le riz, généralement nature ou parfumé à l'huile de sésame, comme dans le gimbap ; la farine de riz gluant, dont on se sert pour faire des plats de différents types, salés (comme les tteok) ou sucrés ; la patate douce, seule ou dans les vermicelles de patate douce (dangmyeon) ; la racine de lotus (yeongeun, 연근/蓮根); le blé, pour confectionner par exemple les mantu ; le sarrasin (sarrasin de Tartarie ?), principalement pour un type de nouilles au sarrasin ; et le millet.
Les assaisonnements sont le sésame (omniprésent), la coriandre, le piment, le sel et le sucre selon les plats.
Les sources de protéines sont les sojas (jaune, vert, noir) sous différentes formes, en grain, en pâte, fermenté, en tofu, ainsi que d'autres haricots, comme l'azuki ; le bœuf est une des viandes les plus utilisées dans la cuisine coréenne ; les algues, présentes dans de nombreux plats ; le porc ; le poulet et les fruits de mer.

## Plats notables

### Plats classiques

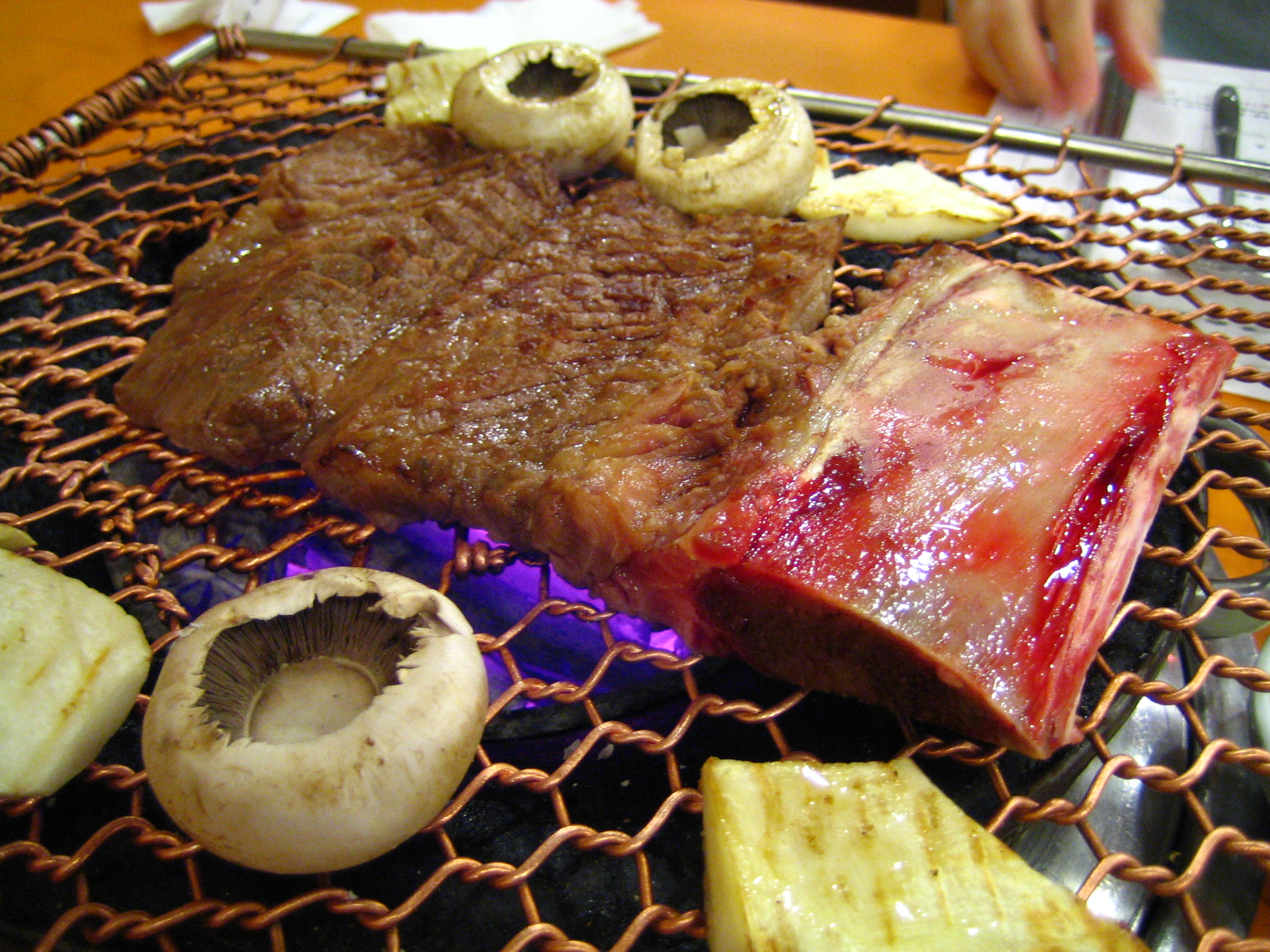
Galbi.

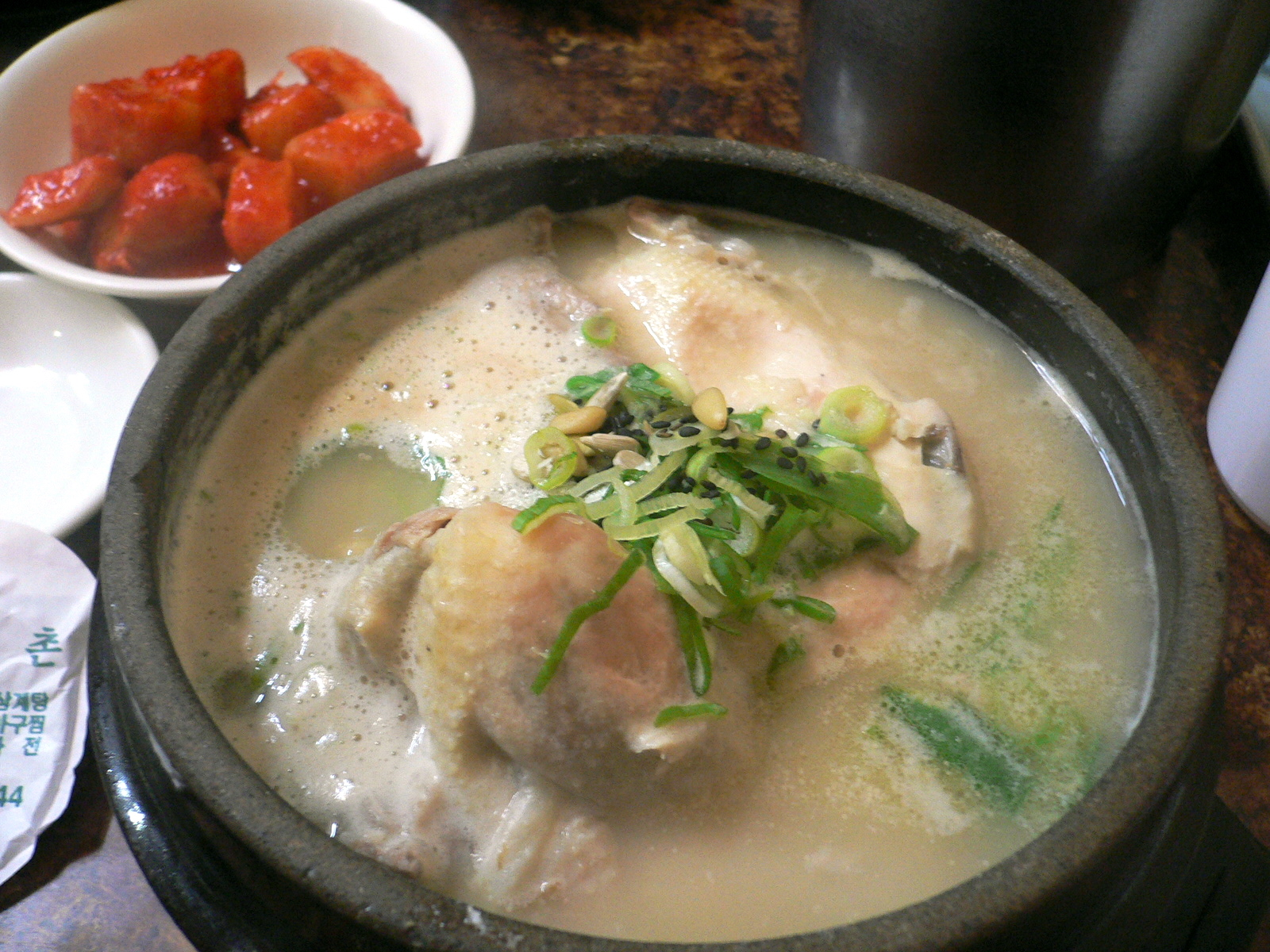
Samgyetang.

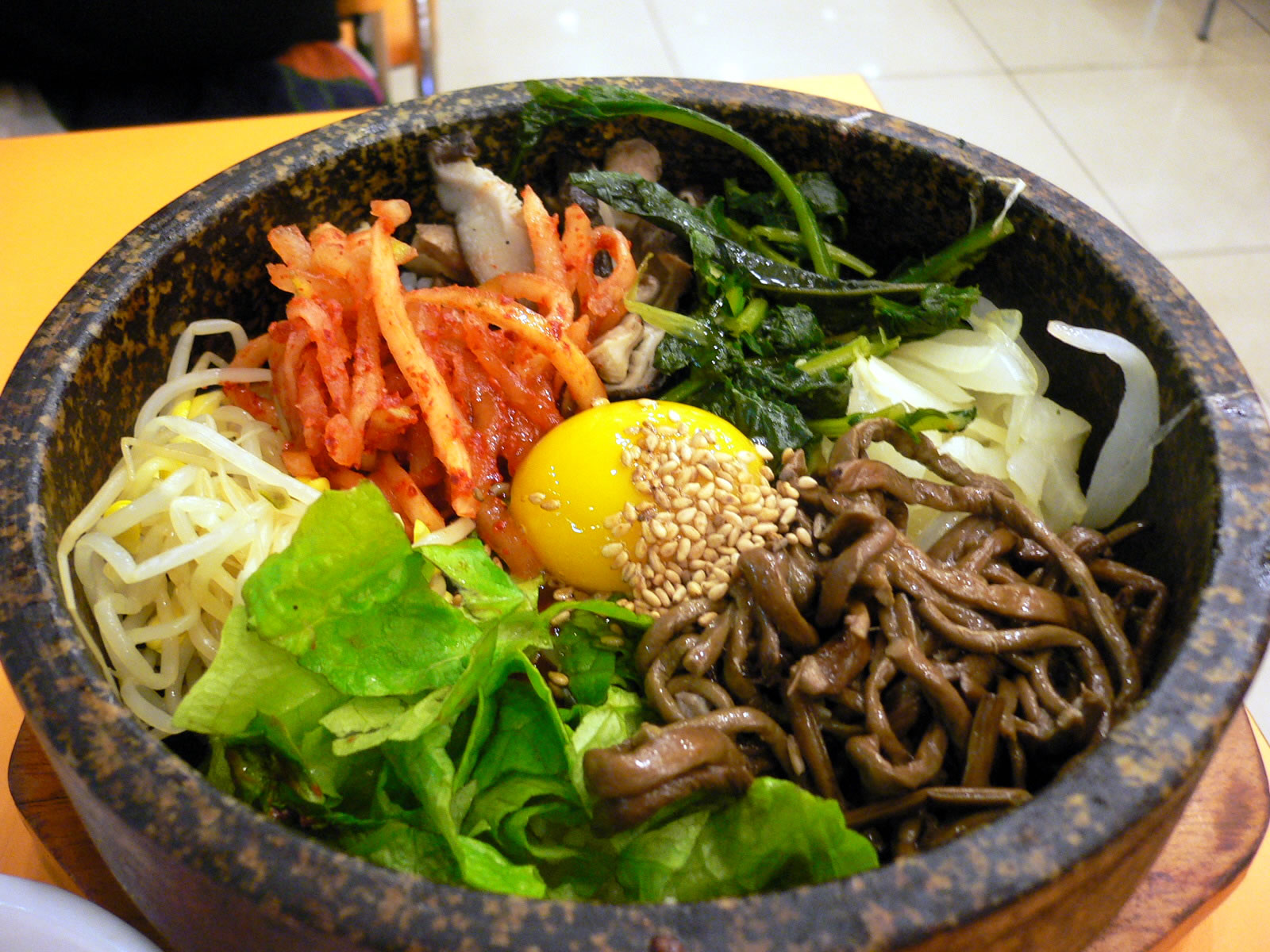
Bibimbap.

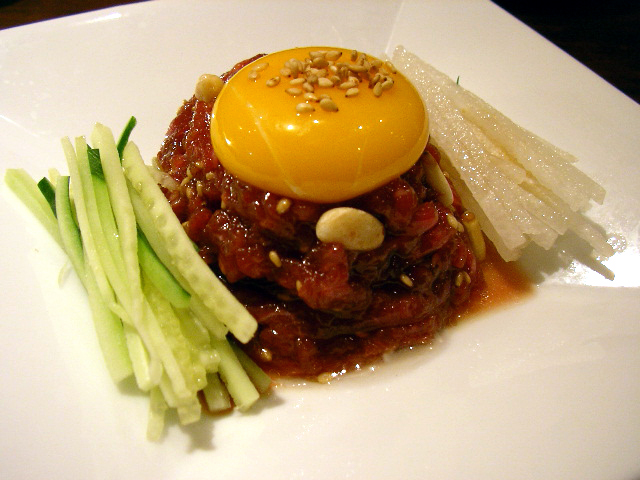
Yukhoe.

- Pour tous les plats à base de riz, les accompagnements variés appelés banchan — comme le jjim ou l’andong jjimdak — sont de rigueur.
- Kimchi (김치) : symbole de la cuisine coréenne, le kimchi est initialement une technique de conservation des légumes adaptée à un pays très chaud en été et très froid en hiver. Des légumes sont préparés avec différents ingrédients (en général relevés de piments) puis soumis à fermentation dans des pots de terre. Le kimchi le plus connu est celui à base de chou fermenté qui accompagne tous les repas, mais une bonne table propose généralement plusieurs types de kimchi. On lira également gimchi en romanisation révisée qui différencie mieux le g (non expiré) du k (expiré).
- Bulgogi (불고기, littéralement « viande au feu » — également connu sous le surnom de « barbecue coréen ») : viande marinée puis grillée, généralement du bœuf ou du porc. Les préparations et les modes de cuisson (exemple en grillade sur des braises, à la poêle ou en pot-au-feu) varient suivant le goût ou la texture recherché. Le bœuf se prépare souvent avec une base de sauce de soja, de sucre, avec de l'huile de sésame ou du jus de poires coréennes… Pour le porc, la pâte de piment, kochujang, et le gingembre dominent dans la marinade. Parmi les façons de consommer le bulgogi : enveloppé avec du riz et quelques accompagnements (par exemple du  kimchi) dans une feuille de salade ou de kaetnip (feuilles de sésame marinées avec du piment en poudre, assez salées). On peut ajouter dans cette enveloppe de salade de la pâte de soja mélangée avec du kochujang, des feuilles de sésame fraîches, de l'ail cru entier ou d'autres ingrédients.
- Gimbap (김밥), vient de kim/gim (김), « algue séchée » et de bap (밥), « riz cuit ») : rouleaux de riz cuits fourrés de différents ingrédients et entourés d'algue séchée avant d'être découpés en rondelles. Le riz ne demande qu'un vinaigre spécial après la cuisson, l'algue doit correspondre à la bonne variété, et les ingrédients sont laissés au goût de chacun. Parmi les grands classiques : des bâtonnets de légumes (par exemple carottes, concombres) et des lamelles d'omelette, des miettes de steak haché mariné à la sauce soja, des filets d'épinard à l'ail.
- Bibimbap (비빔밥), bibim (비빔) signifiant « mélange » et bap (밥), « riz cuit » : bol de riz dans lequel on mélange différents ingrédients (viande, légumes sautés ou non…), par exemple pour terminer un repas en picorant dans les divers plats d'accompagnement. Le bibimbap est un plat en tant que tel, le riz étant généralement livré dans un grand bol (le riz a parfois même été cuit dans le récipient de terre, dans le cas du dolsot bibimbap), entouré des autres ingrédients, recouvert d'un filet d'huile de sésame et d'un œuf sur le plat. Il convient d'ajouter le kochujang avant de mélanger pour déguster.
- Japchae (잡채/雜菜), des dangmyeon (nouilles de patate douce), mélangées à des poivrons, carottes, graines de sésame, oignon, bœuf, et lentin du chêne, assaisonnées de coriandre, d'huile de sésame et d'une sauce pimentée. Ce plat peut être servi chaud ou froid.
- Jajangmyeon (자장면/炸醬麵, dérivé du chinois zhájiàngmiàn, « nouilles en sauce frite ») : plat de nouilles avec une sauce noire à base de haricots de soja fermentés (jajang/자장/炸醬). Plat assez populaire et très peu cher que l'on trouve dans des restaurants chinois en Corée du Sud. Il est dérivé du zhájiàngmiàn (炸酱面/炸醬麵) chinois.
- Galbi (갈비) : côtes de bœuf marinées grillées au charbon de bois.
- Galbi-jjim (갈비찜) : travers de bœuf (ou parfois de porc) cuits à l’étouffée et caramélisés à la sauce aigre-douce servis avec des légumes.
- Galbitang (갈비탕) : bouillon dans lequel on a cuit des travers de bœuf puis mis du riz.
- Kalguksu (칼국수) : nouilles fraîches dans un bouillon de viande. Les mêmes nouilles peuvent être servies froides dans un bouillon froid avec de fines  tranches de concombre, ou chaudes avec du bouillon de bœuf et des lamelles de courgettes.
- Doenjang (된장) : pâte de soja fermenté, le plus souvent servant comme base pour des ragoûts très épicés servis dans un plat commun ou dans des plats individuels. Ces ragoûts (chigae en coréen) peuvent comporter comme ingrédients du bœuf, ou d'autres viandes (porc, poulet, chien, même si cela est très rare), ainsi que des légumes (tiges d'oignons verts, courgettes, champignons shiitakés, branches de chrysanthème, etc.).
- Mandu (만두) : recouvre un ensemble de mets très proches des raviolis chinois de la province du Shandong (jiaozi) ; comme ces derniers, ils peuvent avoir des aspects très différents, de contenus divers (viande de bœuf mélangée avec du tofu frais, qui se prononce dubu (두부/豆腐) en Corée, ou avec différents types de kimchi). Comme en Chine, ils sont frits, bouillis ou cuits à la vapeur, selon les goûts.
- Samgyetang (삼계탕/蔘鷄湯, « soupe de poulet au ginseng ») : petit coquelet, farci avec du riz dans lequel on a mis une châtaigne, un jujube et quelques petites racines de ginseng, que l'on fait cuire dans un pot en terre contenant un bouillon (un peu comme la  poule au pot mise à la mode par le roi Henri IV).
- Kongguksu (콩국수) : pâtes dans un bouillon de lait de soja froid.

Il existe également une tradition des gamelles appelée localement dosirak (도시락) en Corée du Sud ou kwakpap (곽밥) en Corée du Nord.

### Boissons notables
- Soju (소주) : alcool de patate douce ou de riz, souvent de saveur très neutre.
- Boissons à base de riz fermenté, plus ou moins purifiées : makgeolli (막걸리), yakju…
- Sikhye (식혜) : boisson au riz non alcoolisée, sucrée, le plus souvent aromatisée à la cannelle et contenant des pignons de pin.
- Punch de kaki (수정과) : boisson aux kakis séchés avec de la cannelle, servi froid.
- Thé coréen ou tisanes : eau bouillie infusée de feuilles de théier, de racines, de fleurs, de fruits, de céréales, de champignons comestibles ou d'algues, parfois en mélange.

### Desserts notables

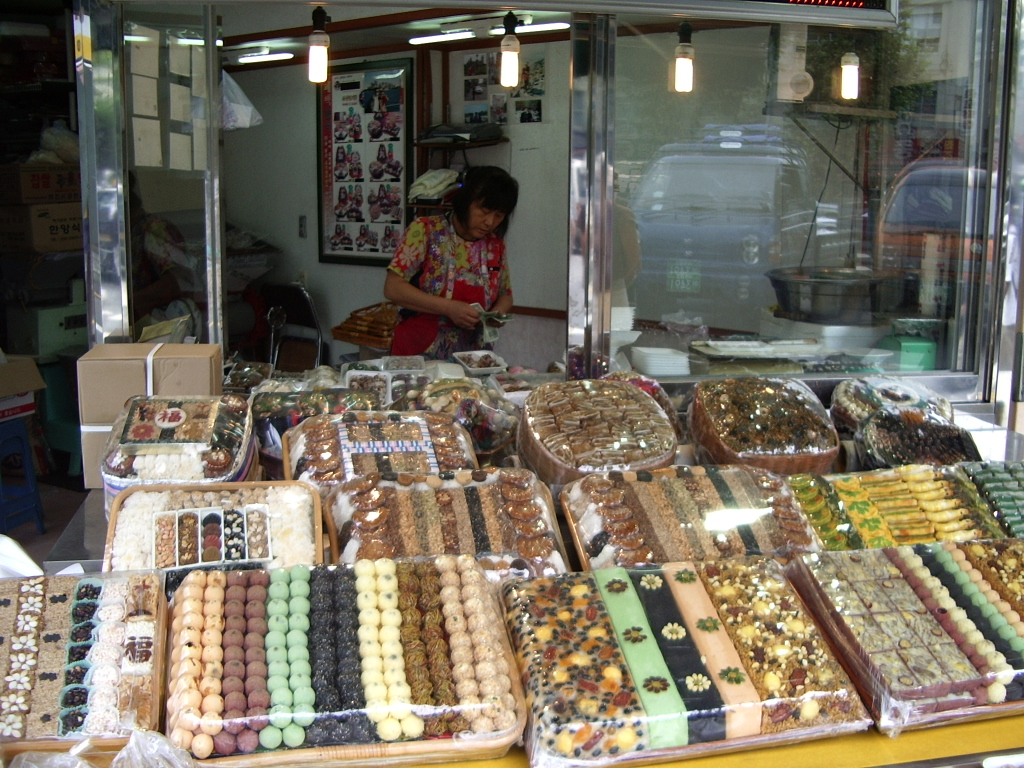
Boutique de confiseries (tteok et hangwa) à Séoul (2006).

- Tteok (떡) : ce sont généralement des desserts ou des confiseries à base de riz mais ils peuvent également être utilisés dans des plats principaux, comme dans le tteokgalbi (떡갈비) ou les tteokbokki (떡볶이). Il existe de nombreuses variétés que l'on trouve fourrées, saupoudrées, sucrées avec différents ingrédients comme la pâte de haricot rouge, des graines de sésame, du miel, du jujube et d'autres.
- patbingsu (팥빙수) : c'est un dessert à base de glace pilée que l'on sucre à l'aide de pâte de haricot rouge ou de sirop, et auquel on ajoute des garnitures variées comme des morceaux de fruits, des tteok, des céréales, des sorbets.
- Hangwa (한과) : ce sont les confiseries traditionnelles coréennes à base principalement de miel et de farine comme les yakgwa (약과), jeongwa (정과) ou encore yeot (엿).

## Caractéristiques
Les Coréens sont parmi les plus grands consommateurs d'ail de la planète, qu'il soit cru ou cuit. Pour un Occidental non averti, le piment également employé en grande quantité domine beaucoup les autres saveurs de cette cuisine. Un autre aspect typique est l'utilisation abondante, et sous des formes variées, de tous les produits de la mer : poissons, fruits de mer, algues et animaux moins connus en Occident, tels que les concombres de mer ou encore les outres de mer et les meongge (멍게), des sortes d'ascidies.